# Unité urbaine de Limoges
L'unité urbaine de Limoges est une unité urbaine française centrée sur la ville de Limoges, préfecture et principale ville du département de la Haute-Vienne et ancienne capitale régionale du Limousin.

## Données générales
Dans le zonage réalisé par l'Insee en 1999, l'unité urbaine était composée de sept communes, celles-ci relevant toutes du département de la Haute-Vienne, plus précisément de l'arrondissement de Limoges.
Selon cette ancienne délimitation, l'unité urbaine de Limoges recensait 177 439 habitants en 2006 et 181 912 habitants en 2008. Elle représentait alors la 37e unité urbaine de France.
Dans le zonage réalisé en 2010, l'unité urbaine était composée de neuf communes, celle-ci s'étant agrandie de deux nouvelles communes, Boisseuil et Chaptelat.
Dans le nouveau zonage réalisé en 2020, elle est composée de dix communes, le périmètre ayant été agrandi avec Verneuil-sur-Vienne.
En 2022, avec 186 163 habitants, elle représente la 1re unité urbaine du département de la Haute-Vienne. Elle occupe le 4e rang dans la région Nouvelle-Aquitaine. Elle fait partie des grandes unités urbaines françaises dont la population dépasse les 100 000 habitants en occupant le 41e rang au niveau national.
En 2022, sa densité de population s'élève à 687 hab/km2. Par sa superficie, elle ne représente que 4,91 % du territoire départemental mais, par sa population, elle regroupe 49,98 % de la population du département de la Haute-Vienne.

Agglomérations de plus de 100000 habitants en France en 2022.

## Composition 2020 de l'unité urbaine
Elle est composée des dix communes suivantes :
| Nom                    | Code Insee | Département  | Statut       | Superficie (km2) | Population (dernière pop. légale) | Densité (hab./km2) | Modifier                                    |
| ---------------------- | ---------- | ------------ | ------------ | ---------------- | --------------------------------- | ------------------ | ------------------------------------------- |
| Limoges (ville-centre) | 87085      | Haute-Vienne | ville-centre | 78,03            | 129 754 (2022)                    | 1 663              | modifier les données · modifier les données |
| Boisseuil              | 87019      | Haute-Vienne | banlieue     | 18,92            | 2 997 (2022)                      | 158                | modifier les données · modifier les données |
| Chaptelat              | 87038      | Haute-Vienne | banlieue     | 17,92            | 2 096 (2022)                      | 117                | modifier les données · modifier les données |
| Condat-sur-Vienne      | 87048      | Haute-Vienne | banlieue     | 15,47            | 5 208 (2022)                      | 337                | modifier les données · modifier les données |
| Couzeix                | 87050      | Haute-Vienne | banlieue     | 30,69            | 10 011 (2022)                     | 326                | modifier les données · modifier les données |
| Feytiat                | 87065      | Haute-Vienne | banlieue     | 24,74            | 6 174 (2022)                      | 250                | modifier les données · modifier les données |
| Isle                   | 87075      | Haute-Vienne | banlieue     | 20,18            | 7 915 (2022)                      | 392                | modifier les données · modifier les données |
| Le Palais-sur-Vienne   | 87113      | Haute-Vienne | banlieue     | 10,33            | 5 861 (2022)                      | 567                | modifier les données · modifier les données |
| Panazol                | 87114      | Haute-Vienne | banlieue     | 20,05            | 11 207 (2022)                     | 559                | modifier les données · modifier les données |
| Verneuil-sur-Vienne    | 87201      | Haute-Vienne | banlieue     | 34,52            | 4 940 (2022)                      | 143                | modifier les données · modifier les données |

## Évolution démographique
| 1968    | 1975    | 1982    | 1990    | 1999    | 2006    | 2011    | 2016    | 2022    |
| ------- | ------- | ------- | ------- | ------- | ------- | ------- | ------- | ------- |
| 152 376 | 170 863 | 176 217 | 175 879 | 179 921 | 185 124 | 190 050 | 187 589 | 186 163 |

## Composition 2010 de l'unité urbaine
Liste des communes composant l'unité urbaine de Limoges dans sa délimitation de 2010.
Les chiffres représentent la population municipale, notion désormais utilisée usuellement en statistique, et ne tiennent pas compte de la population comptée à part de l'Insee.

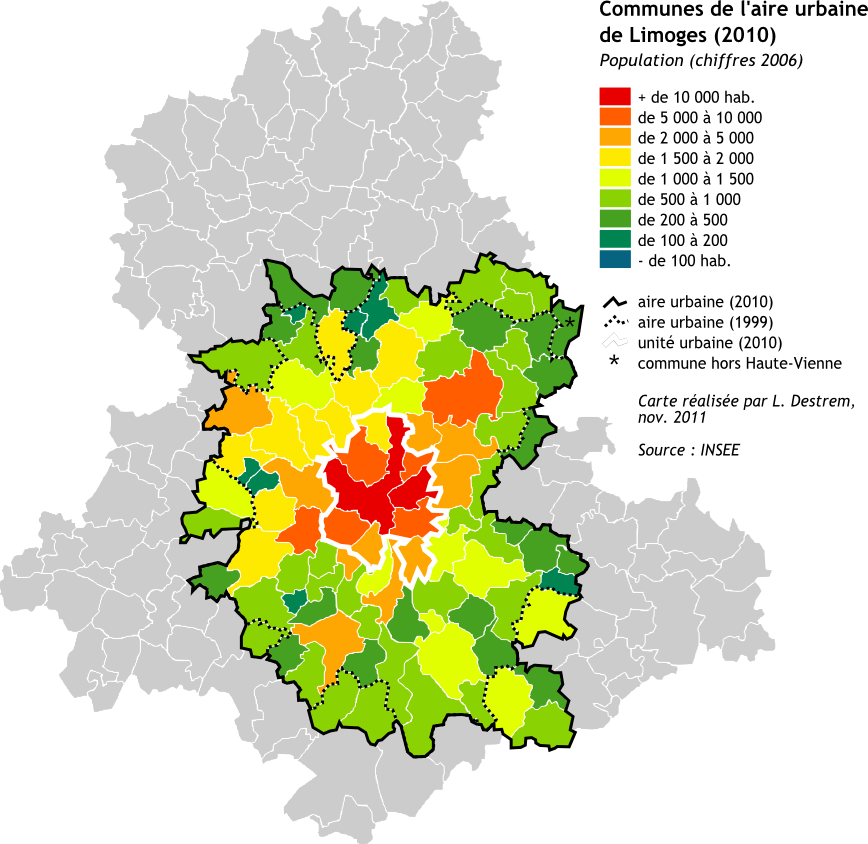
Les limites de l'unité urbaine de Limoges (2010) apparaissent en blanc gras

| Nom                  | Code Insee | Statut | Superficie (km2) | Population (dernière pop. légale) | Densité (hab./km2) |
| -------------------- | ---------- | ------ | ---------------- | --------------------------------- | ------------------ |
| Boisseuil            | 87019      |        | 18,92            | 2 997 (2022)                      | 158                |
| Chaptelat            | 87038      |        | 17,92            | 2 096 (2022)                      | 117                |
| Condat-sur-Vienne    | 87048      |        | 15,47            | 5 208 (2022)                      | 337                |
| Couzeix              | 87050      |        | 30,69            | 10 011 (2022)                     | 326                |
| Feytiat              | 87065      |        | 24,74            | 6 174 (2022)                      | 250                |
| Isle                 | 87075      |        | 20,18            | 7 915 (2022)                      | 392                |
| Limoges              | 87085      |        | 78,03            | 129 754 (2022)                    | 1 663              |
| Le Palais-sur-Vienne | 87113      |        | 10,33            | 5 861 (2022)                      | 567                |
| Panazol              | 87114      |        | 20,05            | 11 207 (2022)                     | 559                |

#### Données générales
- Unité urbaine en France
- Aire d'attraction d'une ville
- Liste des unités urbaines de France

#### Données démographiques en rapport avec l'unité urbaine de Limoges
- Aire d'attraction de Limoges
- Arrondissement de Limoges

#### Données démographiques en rapport avec la Haute-Vienne
- Démographie de la Haute-Vienne